# てのひらのメモ
『てのひらのメモ』は、夏樹静子による日本の小説及び、それを原作とした2010年のテレビドラマ。

## あらすじ
広告代理店に勤めるシングルマザーのキャリアウーマン・種本千晶の6歳の息子・徹が持病の喘息の発作で亡くなる。保育園で発熱した徹を家に連れ帰った千晶は様子を見て大丈夫だと判断し、重要な会議に出席するために会社に行く。予定外に会議が長引いた後、仕事の指示を続けすぐに帰宅せず、更に交際相手の家に行ったことなどを理由に、検察は千晶を保護責任者遺棄致死罪で起訴する。裁判員に選ばれた6人+補充裁判員1人、果たして彼らは彼女をどのように裁くのか。

## 登場人物
折川 福実（おりかわ ふくみ）
補充裁判員。57歳の専業主婦。2人の息子は独立し、大学でギリシャ哲学を教えている夫・進士と2人暮らし。
種本 千晶（たねもと ちあき）
37歳。シングルマザー（夫は故人）。息子の喘息の発作を知りながら仕事を優先させ死に至らせたとして、保護責任者遺棄致死罪で起訴される。大手広告代理店・アドオンに勤めていた。
種本 徹（たねもと とおる）
千晶の息子。6歳。小児喘息の発作で亡くなった。
仲里（なかざと）
裁判長。50代後半。
磯貝（いそがい） / 真下（ましも）
東京地検検事。
平（たいら）
千晶の弁護人。
城園 茂太郎（じょうえん しげたろう）
制作会社社長。53歳。千晶の交際相手。既婚者。弁護側証人。
東間 圭三（とうま けいぞう）
徹のかかりつけ医。検察側証人。アレルギーと小児喘息の専門医。
酒井 昭二（さかい しょうじ）
アドオンの営業部長。千晶の上司。検察側証人。
林 富士丸（はやし ふじまる）
コピーライター。千晶の仕事仲間。弁護側証人。
石浜 加根子（いしはま かねこ）
千晶のマンションの隣人。主婦。検察側証人。
種本 薫（たねもと かおる）
千晶の義母。糖尿病を患っている。検察側情状証人。
畑（はたけ）
左陪席。
野々宮（ののみや）
右陪席。女性。
花岡（はなおか）
裁判員。女性。フラダンス講師。
三角（みすみ）
裁判員。女性。
山口（やまぐち）
裁判員。70代男性。
藤（とう）
裁判員。男性。
北村（きたむら）
裁判員。60代前後の男性。
森口 裕輔（もりぐち ゆうすけ）
スーパー寿屋のアルバイト店員。

## テレビドラマ
2010年10月23日、NHK総合にてスペシャルドラマとして放送。視聴率7.0%。また、主演の田中好子が2011年4月21日に死去したため、これが映画、ドラマ通じて遺作となった。

### キャスト
- 折川福実（裁判員） - 田中好子
- 折川孝之（福実の夫）  - 佐野史郎
- 折川翔太（福美の息子）  - 髙畑翼
- 種本千晶（被告）  - 板谷由夏
- 種元徹（千晶の息子）  - 小林海人
- 中里（裁判長）  - 田中哲司
- 畑（左陪席判事）  - 長谷川かずき
- 野々宮（右陪席判事）  - 野元学二
- 磯貝（検察官）  - 本田博太郎
- 平（千晶の弁護人）  - 神尾佑
- 北村（裁判員）  - 風間トオル
- 花岡（裁判員）  - あき竹城
- 山口（裁判員）  - 上田耕一
- 藤（裁判員）  - 甲本雅裕
- 和久田（裁判員）  - 蟹江一平
- 三角（裁判員）  - 麻田あおい
- 城園茂太郎（証人・千晶の交際相手）   - 長谷川初範
- 種本薫（証人・徹の祖母）  - 岩崎加根子
- 東間圭三（証人・徹の主治医）  - 有川博
- 石浜加根子（証人・千晶の隣人） - 角替和枝
- 森口裕輔（証人・店員） - 橋爪遼

### スタッフ
- 脚本  - 梶本恵美
- 演出  - 黛りんたろう
- 音楽  - 宮野幸子
- 法律監修  - 神田安積、宮村啓太
- 技術協力  - NHKメディアテクノロジー
- 美術協力  - NHKアート
- 制作統括  - 佐野元彦、高橋練
- 制作  - NHKエンタープライズ
- 制作著作  - NHK